# Симонетти, Джузеппе
Джузеппе Симонетти (итал. Giuseppe Simonetti; 23 сентября 1709, Кастельнуово-ди-Фарфа, Папская область — 6 января 1767, Рим, Папская область) — итальянский куриальный кардинал и доктор обоих прав. Секретарь Священной Конгрегации Тридентского Собора с сентября 1759 по июль 1763. Титулярный архиепископ Петры Палестинской с 25 мая 1761 по 26 сентября 1766. Секретарь Священной Конгрегации по делам епископов и монашествующих с июля 1763 по 26 сентября 1766. Кардинал-священник с 26 сентября 1766, с титулом церкви Сан-Марчелло с 1 декабря 1766.